# Thliptoceras artatalis
Thliptoceras artatalis là một loài bướm đêm trong họ Crambidae.